# Bygningssagkyndig
En bygningssagkyndig (også kaldt en byggesagkyndig) er en byggeteknisk uddannet person som er beskikket af Ministeriet for By, Bolig og Landdistrikter til at udarbejde tilstandsrapporter jf. Huseftersynsordningen.
Sekretariatet for Huseftersyn varetager administrationen af Huseftersynsordningen og beskikkelsen af bygningssagkyndige.